# IND Culver Line
A Linha de Culver (IND), em inglês:  IND Culver Line é uma das linhas de trânsito rápido do metrô de Nova Iorque.  Foi inaugurada em 16 de março de 1919 (106 anos). Esta linha é uma secção da rede ferroviária que é operada pelo IND (em inglês:  Independent Subway System), que é uma subdivisão da Divisão B do Metrô de Nova Iorque.